# Thor 5
Thor-2R (Thor-5) — норвежский телекоммуникационный спутник, принадлежащий компании Telenor Satellite Broadcasting (Осло). Он предназначается для обеспечения телевизионного вещания на страны Северной и Центральной Европы и Ближнего Востока.
Изготовитель: Orbital Sciences Corporation.
Конструкция: Аппарат представляет собой квадратный корпус с центральной композитной трубой, внутри которой установлен двигатель тягой 500 Н. Полезная нагрузка установлена на трёх панелях : северной, южной и надирной.
Система электроснабжения мощностью 4,2 кВт включает в себя солнечные батареи (GaAS). Для ориентации и манёвров КА оснащён 20 двигателями малой тяги: 4 с тягой 22 Н, 12 с тягой 0,9 Н и 4 с тягой 0,3 Н.
Габариты: (Д х Ш х В) 4,9 x 3,4 x 2,3 (со сложенными антеннами и солнечными батареями). Размах панелей солнечных батарей равняется 21,4 метра.
Полезная нагрузка: 24 транспондера Ku-диапазона из которых 15 мощностью 55 Вт используется для услуг фиксированной связи с полосой пропускания 27 МГц и 9 с полосой пропускания 33 МГц и мощностью 150 Вт для телевещания.
Расчётная точка стояния — 1° з. д.